# Alin Cristian Mituța
Alin Cristian Mituța (ur. 24 maja 1984 w Novaci) – rumuński polityk i politolog, poseł do Parlamentu Europejskiego IX kadencji.

## Życiorys
W 2007 uzyskał licencjat ze stosunków międzynarodowych w SNSPA w Bukareszcie oraz z politologii na Université Paris-Nanterre, a w 2009 magisterium ze stosunków europejskich w Instytucie Nauk Politycznych w Paryżu. Pracował m.in. jako doradca polityczny w Europarlamencie oraz urzędnik w Europejskim Komitecie Ekonomiczno-Społecznym. Po powrocie do Rumunii był sekretarzem stanu i dyrektorem gabinetu premiera Daciana Cioloșa. Kontynuował następnie bliską współpracę z byłym premierem jako współzałożyciel i dyrektor wykonawczy powołanego przez Daciana Cioloșa stowarzyszenia Asociația Platforma România 100, a także jako członek władz jego ugrupowania PLUS.
W wyborach w 2019 z rekomendacji partii PLUS kandydował do Europarlamentu. Mandat posła do PE IX kadencji objął w grudniu 2020, zastępując Cristiana Ghineę. W 2022 dołączył do nowej partii Daciana Cioloșa pod nazwą REPER.